# Estación de San Blas (Sinaloa)
San Blas fue una estación de trenes que se encuentra en San Blas, Sinaloa.

## Historia
La estación se edificó sobre la línea de Nogales a Guadalajara perteneciente al antiguo Southern Pacific Railroad de Mexico, por medio de la concesión número 348. La empresa destinada para explotar este ferrocarril quedó a cargo de la Compañía del Ferrocarril Sud-Pacífico de México, organizada en Estados Unidos, en 3 de noviembre de 1910.